# Charles Paulet (2. książę Bolton)
Charles Paulet (ur. 1661, zm. 21 stycznia 1722 w Londynie) – angielski arystokrata i polityk, najstarszy syn Charlesa Pauleta, 1. księcia Bolton i Mary Scrope, córki 1. hrabiego Sunderland.
Kształcił się w Grey's Inn i Winchester College. W latach 1681–1698 był członkiem Parlamentu z ramienia partii wigów, z okręgu Hampshire. Był przeciwnikiem katolickiego króla Jakuba II, przez co musiał w 1687 r. opuścić Anglię. Udał się wtedy do Republiki Zjednoczonych Prowincji, na dwór standholera Niderlandów Wilhelma III. Rok później towarzyszył Wilhelmowi, kiedy ten przeprawił się przez kanał La Manche i zdobył tron Anglii.
Dla Pauleta, jako wiernego stronnika, posypały się liczne urzędy i godności. Był m.in. Lordem Szambelanem królowej Marii (1689-1694). 3 lipca 1690 r. został członkiem Tajnej Rady. Był tak wiernym stronnikiem króla Wilhelma, że kiedy obalony Jakub II ogłosił w 1692 dekret o amnestii dla jego przeciwników (w wypadku, gdyby powrócił na tron Anglii), Paulet nie został w nim wymieniony.
Do powrotu Jakuba nie doszło, a na Pauleta, od 1699 r. księcia Bolton, wciąż sypały się nowe godności. Był lordem namiestnikiem następujących ziem: Hampshire (1699–1710), Dorset (1702–1707 i 1708–1722) oraz Irlandii (1717–1720). 16 kwietnia 1705 r. ukończył studia na Uniwersytecie Cambridge z tytułem doktora prawa.
Po śmierci króla Wilhelma w 1702 r., Bolton został stronnikiem królowej Anny. Był m.in. członkiem komisji, która przygotowywała akt unii ze Szkocją, ogłoszony w 1707 r. Pozostał również w łaskach następcy Anny, króla Jerzego I. W 1714 i 1720 r. pełnił funkcję Lorda Strażnika Królestwa, zaś w latach 1715–1717 Lorda Szambelana. 16 października 1714 r. został Kawalerem Orderu Podwiązki.
Bolton nie był jednak człowiekiem wielkiego umysłu i zdolności, mimo łask królewskich i wielkiej liczby sprawowanych urzędów. Ludzie związani z dworem nie wystawili mu dobrej opinii. Dean Swift określił księcia jako wielkiego cymbała (a great Booby). Tom Hearne pisał, że książę Bolton to najbardziej lubieżny i występny człowiek na dworze, wielki hipokryta. Bolton był też znany jako notoryczny pijak i rozpustnik. Podobno często był widywany z wystającym mu z ust językiem (według lady Cowper).
10 lipca 1679 r. w St. James’s Palace, poślubił Margaret Coventry (14 września 1657 – 7 lutego 1681), córkę George’a Coventry, 3. barona Coventry i Margaret Tufton, córki 2. hrabiego Thanet. Małżeństwo to nie doczekało się potomstwa.
8 lutego 1682 r. w St. Gile's-in-the-Fields Church, poślubił Frances Ramsden (czerwiec 1661 – 22 listopada 1696), córkę Williama Ramsdena i Elisabeth Palmes, córki George’a Palmesa. Charles i Frances mieli razem dwóch synów i dwie córki:
- Frances Paulet (zm. 30 lipca 1715), żona Johna Mordaunta, nie miała dzieci
- Charles Paulet (3 września 1685 – 26 sierpnia 1754), 3. książę Bolton
- Henry Paulet (24 lipca 1691 – 9 października 1759), 4. książę Bolton
- Mary Paulet (ur. i zm. 1696)

Ok. 1697 w Dublinie, poślubił Henriettę Crofts (zm. 27 lutego 1729), nieślubną córkę Jamesa Scotta, 1. księcia Monmouth i Eleanor Needham, córki sir Roberta Needhama. Charles i Henrietta mieli razem jednego syna:
- Nassau Paulet (zm. 1741), ożenił się z Isabellą Tufton i miał dzieci